# Haunani-Kay Trask
 (juillet 2025).
Haunani-Kay Trask (3 octobre 1949 - 3 juillet 2021) était une militante hawaïenne, éducatrice, auteure, poétesse et leader du mouvement souverainiste hawaïen. Elle était professeure émérite à l'Université d'Hawaï à Mānoa, où elle a fondé et dirigé le Kamakakūokalani Center for Hawaiian Studies. Auteure publiée, Trask a écrit des livres et des articles scientifiques, ainsi que de la poésie. Elle a également produit des documentaires et des CD. Trask a reçu des prix et des reconnaissances pour ses études et son activisme, tant de son vivant qu'à titre posthume.

## Jeunesse et éducation
Trask est née de Haunani et Bernard Trask,. Elle est née à San Francisco, en Californie et a grandi du côté de KoʻOlau de l'île d'OʻAhu à Hawai.
Haunani-Kay Trask est diplômée des écoles Kamehameha en 1967. Elle a fréquenté l'Université de Chicago, mais a été transférée à l'Université du Wisconsin-Madison pour obtenir sa licence en 1972, sa maîtrise en 1975 puis son doctorat en sciences politiques en 1981. Sa thèse a été publiée dans un livre, Eros and Power: The Promise of Feminist Theory, par l'University of Pennsylvania Press en 1986,.

## Carrière
Haunani-Kay Trask a fondé le Centre Kamakakūokalani d'études hawaïennes à l'Université d'Hawaï à Mānoa,. Le centre est né de l'évolution du programme d'études américaines de l'université après que Trask ait « accusé le département de discrimination raciale et sexuelle», protestant contre le manque de diversité raciale, idéologique et de genre du programme d'études américaines. Elle a été directrice du centre pendant près de dix ans et a été l'un des premiers membres titulaires du corps enseignant de cette faculté. Haunani-Kay Trask a aidé à sécuriser la construction du Centre Gladys Brandt Kamakakūokalani d'études hawaïennes, le centre permanent d'études hawaïennes de l'Université d'Hawaï à Mānoa. En 2010, Trask s'est retirée de son poste de directrice mais a continué à enseigner les mouvements politiques autochtones à Hawaii et dans le Pacifique, la littérature et la politique des femmes insulaires du Pacifique, l'histoire et la politique hawaïennes, et l'histoire et la politique du tiers monde et des autochtones en tant que membre émérite du corps professoral.
Haunani-Kay Trask a été membre de l'Institut international des droits de l'homme en 1984, chercheuse associée au Conseil américain des sociétés savantes en 1984, boursière Rockefeller àl'Université du Colorado de 1993 à 1994, « auteure en résidence du National Endowment for the Arts » à l'Institute of American Indian Arts en 1996, membre du Centre de recherche du Bassin-Pacifique de l'Université Harvard de 1998 à 1999, et chercheuse invitée à William Evans en études maories à l'Université d'Otago.
Haunani-Kay Trask a représenté les autochtones hawaïens au Groupe de travail des Nations Unies sur les peuples autochtones à Genève. En 2001, elle s'est rendue en Afrique du Sud pour participer à la Conférence mondiale des Nations Unies contre le racisme, la discrimination raciale, la xénophobie et l'intolérance qui y est associée.

### Prix et reconnaissances
En 1991, Haunani-Kay Trask a été nommée «Insulaire de l'année» par le magazine Honolulu et l'une des dix femmes de l'année du Pacifique par le magazine Pacific Islands Monthly. En 1994, elle a reçu le prix Gustavus Myers pour son livre de 1993, From a Native Daughter[réf. nécessaire]. En mars 2017, le Hawaiʻi Magazine a reconnu Trask comme l'une des femmes les plus influentes de l'histoire hawaïenne. En 2019, Trask a reçu le « Prix Angela Y. Davis » de l’ American Studies Association en reconnaissance de l’utilisation de ses « études pour le bien public ».